# Hans Miksch
Hans Miksch (24. června 1846 Liberec – 14. května 1904 Drážďany) byl rakouský architekt.

## Život
Hans Miksch pocházel z rodiny stavitele Johanna Miksche z Liberce. Kde získal vzdělání, např. zdali navštěvoval technickou školu nebo vykonával praxi u svého otce, není známo. Projektovat začal u Wr. Baugese. Na začátku byl podporován hrabětem E. von Zichy, u něhož pracoval jako domácí architekt. Pak byl zaměstnán u vídeňské stavební společnosti. V roce 1881 společně s architektem Julianem Niedzielskim (1849 – 1901) zvítězili v soutěži na liberecké divadlo, projekt se nakonec neuskutečnil. Společně s Julianem Niedzielskim založili projekční kancelář ve Vídni v roce 1881. Po celou dobu udržoval a využíval kontakty, které měl na severu Čech. Od roku 1896, kdy Niedzielski vstoupil do státní služby, projektoval samostatně. Na služební cestě do Drážďan, kterou podnikal v roce 1904, nečekaně zemřel a byl pochován v Drážďanech.

## Dílo

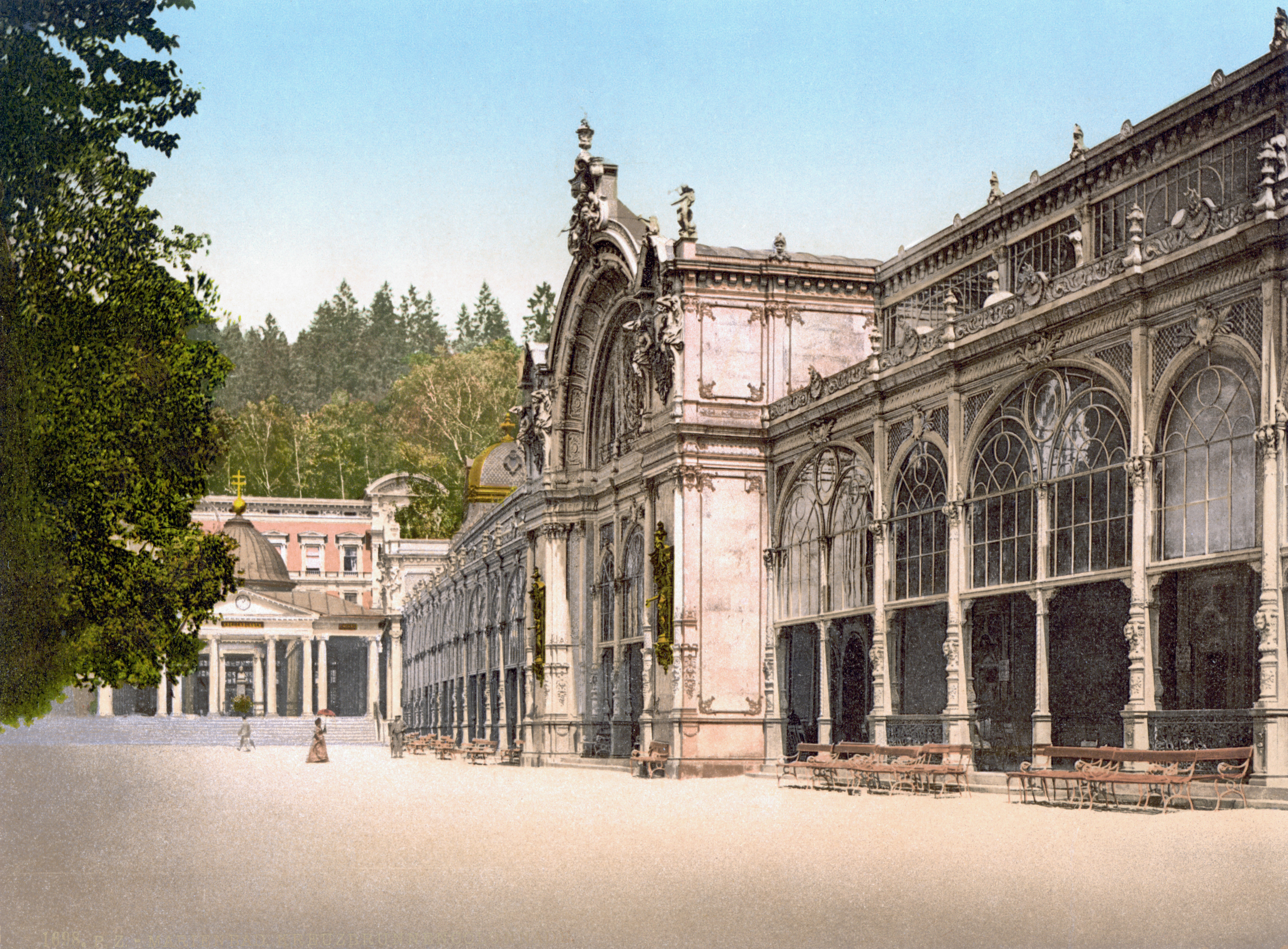
Lázeňská kolonáda v Mariánských Lázních v roce 1900

Hans Miksch projektoval ve stylu pozdního historismu. Projekční kancelář Miksch & Niedzielski také prosazovala nové moderní konstrukce ze železa a skla.
- 1874–1876 Schaffnerova vila v Ústí nad Labem, sídelní dům pro rodinu chemika Maxe Schaffnera. Novogotická vila. Zbořena roku 1959.
- 1888–1891 správní budova spořitelny, Liberec
- 1888–1889 vila Ludwiga Wolfruma v Ústí nad Labem (Winstona Churchilla 2, Ústí nad Labem - centrum 1344), stavitel Carl Mayer z Děčína. Úpravy v roce 1935.[3]
- 1888 vila Rudolfa Larische, Krnov, kombinace severské renesance s manýrizmem, průčelí s rizality, štíty a balkony, využito střídání omítaného a režného zdiva. V roce 1929 podle architekta Leopolda Bauera bylo přistavěno zadní křídlo.[2][4] Vila je kulturní památkou ČR.[5]
- kolem 1890 vila Ignaze Petschka v Ústí nad Labem.
- 1889 Lázeňské kolonády, Mariánské Lázně, vítězný soutěžní projekt. Novobarokní litinová prosklená stavba je postavena na bývalé uzavřené lázeňské promenádě. Litinová konstrukce byla odlita v Strojírnách knížete Salma v Blansku. Lázeňská kolonáda byla přejmenována v roce 1951 na Kolonádu Maxima Gorkého. Dne 1. července 2010 se Kolonáda Maxima Gorkého stala národní kulturní památkou ČR[6].
- 1891 vila Haberhof, Vídeň 2, Mühlfeldgasse 15 / Nordbahnstraße 46-48 / Darwingasse 38.

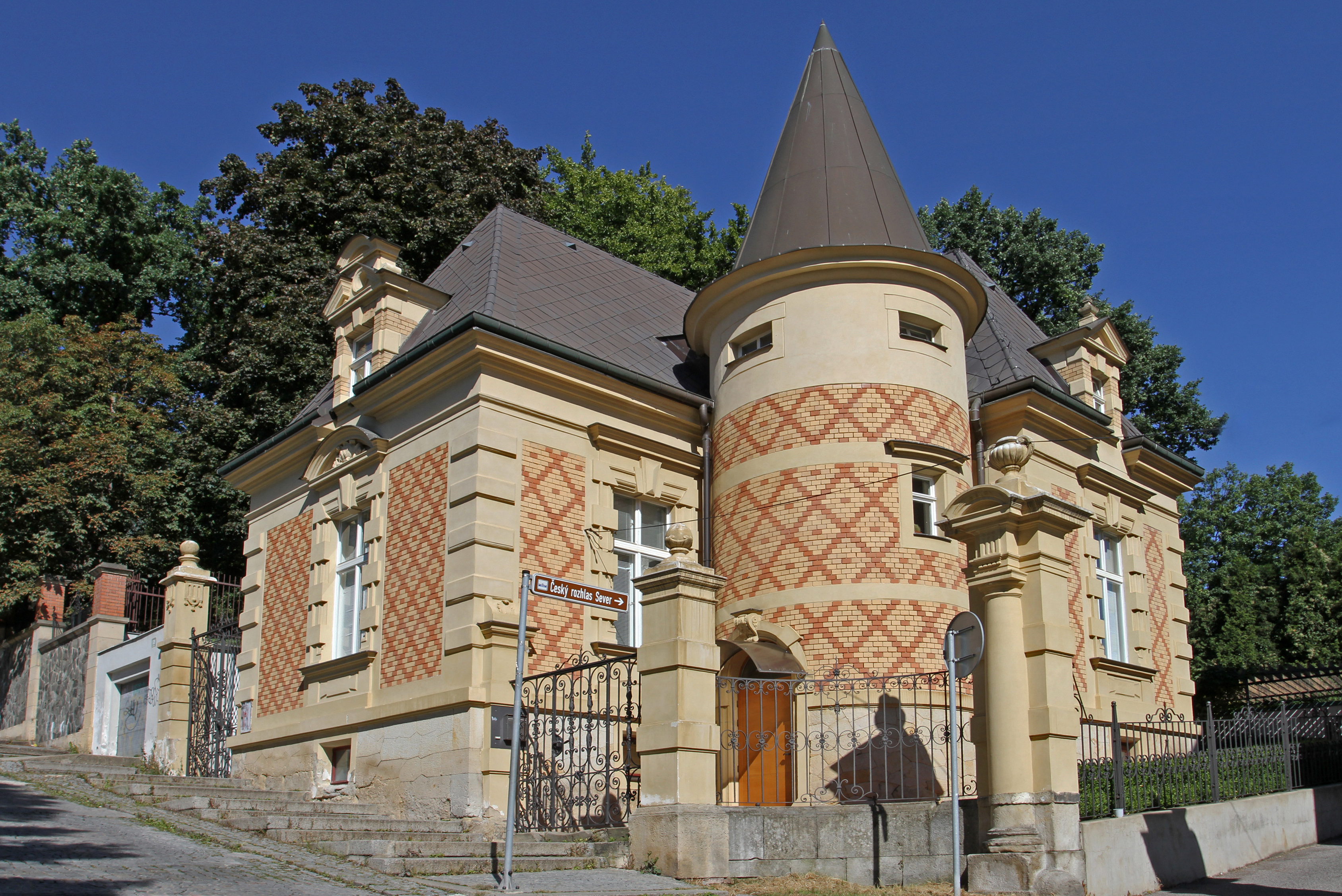
Vrátnice k Wolfrumově vile v Ústí nad Labem

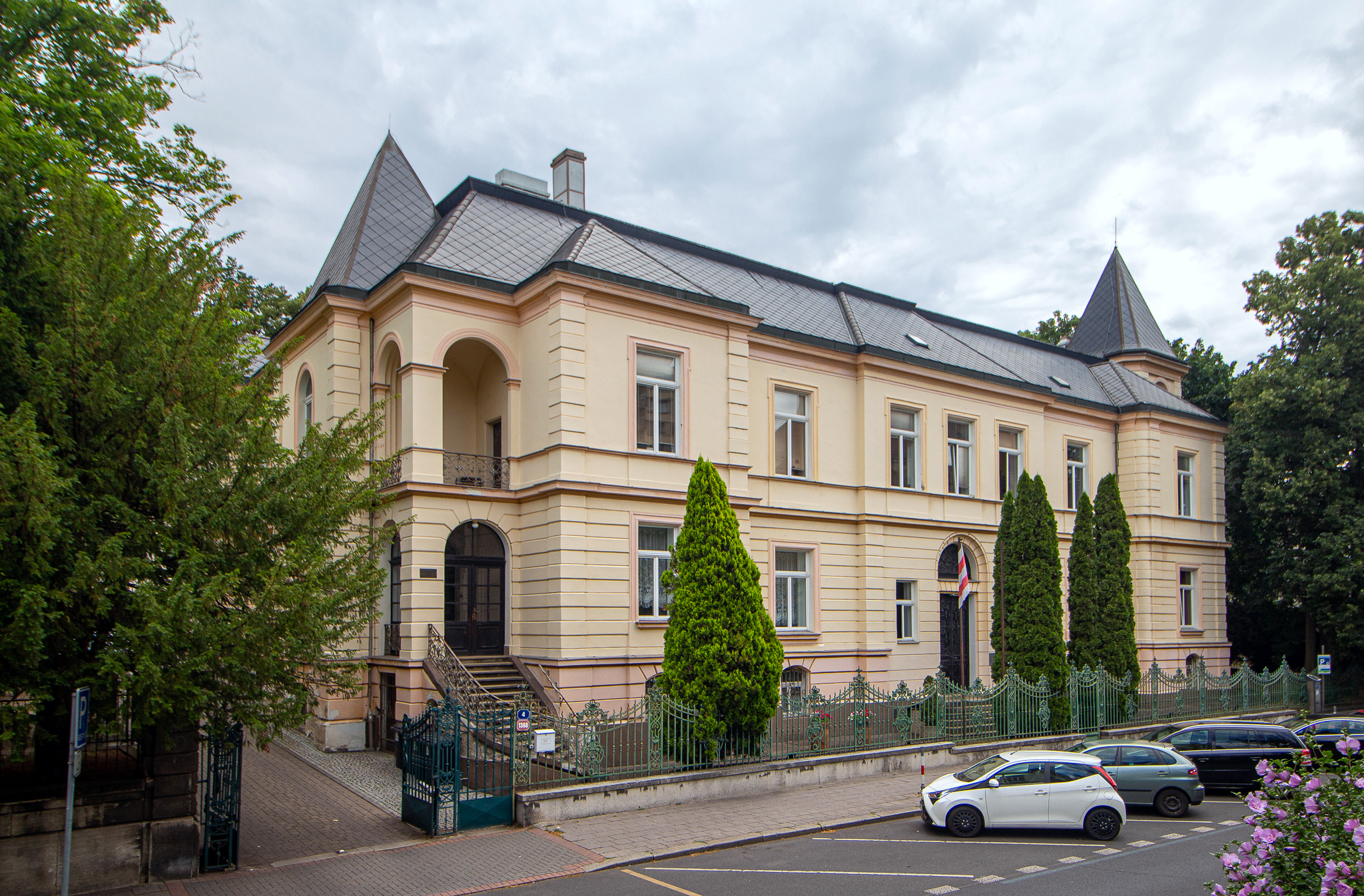
Vila Ignaze Petschka v Ústí nad Labem

- 1892 Wolfrumova vila v Ústí nad Labem (Na schodech 1601/10, Ústí nad Labem). Vila je kulturní památkou ČR.[7]
- 1893 Vstupní brána do zoologické zahrady v Prátru, Vídeň 2 (zbořeno v roce 1902), novorenesanční styl vstupní brány, zdobená figurami zvířat, naopak restaurace byla směsicí barokních a renesančních prvků s balkony a lodžiemi.
- 1894 radnice se spořitelnou v Novém Sadci (Nowy Sącz) v Polsku.
- kolem 1895 továrna pro rodinu Wolfrum v Ústí nad Labem[8]
- 1911 podle původních projektů Hanse Miksche a Juliana Niedzielskiho bylo postaveno gymnázium, Vídeň 1, Stubenbastei 6-8 (fasáda Simplified), novobarokní sloh, vestibul s kazetovým stropem s centrální schodištěm s novobarokním kamenným zábradlím.

### Nerealizované stavby
- 1881 divadlo v Liberci – 1. cena v soutěži
- 1887 radnice v Liberci – 2. cena v soutěži
- 1887 Uměleckoprůmyslové muzeum v Liberci